# 戦災復興都市計画
戦災復興都市計画（せんさいふっこうとしけいかく）は、太平洋戦争後の日本において空襲等を受けて破壊された都市の復興のため、戦災復興土地区画整理事業等によって進められた都市計画事業である。
空襲で破壊された都市の復興のために策定された。書籍等では単に「戦災復興」や「戦災復興計画」などと呼ばれることもあるが、「戦災復興都市計画の再検討に関する基本方針」（昭和24年6月24日 閣議決定）、「戦災復興都市計画の促進について」（昭和24年10月4日 閣議決定）を踏まえ、本稿では「戦災復興都市計画」を用いる。

## 概要
戦前の日本は、大都市都心部でも木造建築物を主体として市街地が構成され、不燃化が非常に立ち遅れていた。そのため太平洋戦争においてアメリカ軍は「木と紙でできた」日本家屋が密集する都市への攻撃方法として、焼夷弾による空襲を採用した。この焼夷弾による空襲を受けた都市の多くは灰燼に帰し、文字通り焼け野原となった。また、沿岸部の都市では艦砲射撃による攻撃も受けた他、停泊中の船舶の爆発による市街地の被害もあった。それまで都市計画を所管していた内務省では、終戦直後から戦災地の復興について検討を開始したが、戦災復興を強力に進めるには、関連部署をまとめて事業を一元的に推進する新たな機構が必要だと考えられ、1945年（昭和20年）11月に「戦災復興院」が発足した。
戦災復興院では、直ちに「戦災地復興計画基本方針」を策定、昭和20年12月30日に閣議決定した。特別都市計画法（昭和21年9月10日法律第19号）が制定され、各都市で土地区画整理事業による復興計画に取り組まれた。計画の対象となったのは比較的大規模な戦災を受けた115市町村で、当初は、115市町村の罹災面積（191,038,784坪）とほぼ同等の198,472,080坪（約656平方キロ）が区画整理の対象に予定された。
しかし、その後、国も地方も財政に困窮し、当初予定通りの予算を確保できないことが明らかとなった。そこで、まず過去に土地区画整理を実施した地区を除外したが、この影響を最も大きく受けたのが、関東大震災後に復興計画が実施された東京都である。その後も計画の縮小が続き、1948年（昭和23年）度には和歌山県田辺市、群馬県伊勢崎市、鹿児島県東市来町が除外され、112都市330平方キロとなり、翌1949年（昭和24年）度にはドッジライン等の影響で281平方キロとなった。
こうして進められた土地区画整理事業は、最終年度とされていた1954年（昭和29年）度に至ってもまだ完了の見込みが立たなかった。そこで、1957年（昭和32年）度に至り、事業収束のために195平方キロにまとめ、今後も事業が必要な地区は、都市改造事業等の別事業として継続されることになった。
都市別に見ると、策定された戦災復興土地区画整理事業は都市によって様々な命運を辿ったことがわかる。全体的には、大都市よりも中小都市の方が事業が順調に進んだが、大都市でも仙台市、名古屋市、神戸市、広島市などのように都市計画関係者の努力や市民の理解により当初の計画に近い形で実現された例もある。いずれにせよ、多くの都市で戦後の高度経済成長を支える都市インフラを整備したという功績は、非常に大きいものであった。

## 経緯

### 戦災復興都市計画の策定
明治時代の銀座煉瓦街や市区改正計画から始まった日本の都市計画制度は、1923年（大正12年）の関東大震災を受け、大きく展開する。このとき帝都復興院によって策定された帝都復興計画（関東大震災後の東京市の復興都市計画）では、土地区画整理事業による被災区域の面的整備が実施され、都市計画に新しいページを開くこととなった。
関東大震災の復興から20年も経たないうちに、今度は日本全国の主要都市が太平洋戦争の空襲により焦土と化した。空襲被害は、215都市、面積64500haに及び、日本の主要都市は壊滅的な打撃を受けた。終戦の直前、当時の内務省国土局計画課長で、後に運輸大臣を務めることにもなる大橋武夫は、内務省のスタッフに対して戦災復興都市計画の立案開始を命じた。内務省は終戦とともに戦災地復興計画基本方針を主要都府県に内示する。 復興都市計画策定では、2段階に分けて、第1回は青森、水戸、宇都宮、前橋、伊勢崎、長岡、甲府、岡山、長崎、佐世保、下関、八幡、鹿児島などで、第2回は広島、呉、千葉、銚子ほかに中央から職員の派遣がなされたほか、疎開跡地を公共用地として確保するための都市計画決定を指示し、戦災復興事業に影響しないように建築抑制を行うこととした。
また、中央政府の指示を待たずに、独自に戦災復興計画に早期着手した都市もある。富山では1945年（昭和20年）8月1日の戦災直後に県知事が復興都市計画の立案を命じ、敗戦までに一定の幹線道路計画が立案されていた。東京では同年8月27日頃に都市計画局が「帝都再建方策」を発表している。また、岐阜では同年8月中に、復興は必ずやらなければならないし、やるとすれば事業手法は土地区画整理であるという見通しを立てて計画作成に着手し、名古屋も同年9月には区画整理のための測量に着手している。（戦前・戦中を通じ都市計画愛知地方委員会事務局には、石川栄耀や兼岩伝一らが勤務し、区画整理研究会という組織をつくり『区画整理』という雑誌を発行していた。その影響で愛知・岐阜・静岡は当時土地区画整理の先進地域であった。）この他、高知、長岡、佐世保、豊橋、桑名等も早い時期に計画作成に着手したとされている。

#### 復興組織の立ち上げ
1945年（昭和20年）11月5日、大橋武夫の立案によって、事業推進のために内務省から独立して省と同格の戦災復興院（計画・土地・建築・特別建設の4局）が設立され、物資統合の担当を行う経済安定本部（経済企画庁の前身）とともに計画推進の中心を担った。戦前のインフラ行政は一元化されておらず、例えば住宅行政は、内務省社会局から厚生省住宅課が担当するなどしていた。そのため復興院設置の際に住宅行政などを旧都市計画・防空行政の建築行政と合わせ、非戦災都市をも含めて担当する建築局（後に住宅局）とするなどし、各省庁に分かれていた関連部局を戦災復興院に全面移管した。1947年（昭和22年）に片山内閣が成立すると経済安定本部総務長官には後年左派社会党で書記長を歴任した和田博雄が就任し、戦前の革新官僚も再登板した。このため、戦後経済復興の政策プランは満州国の計画経済や企画院による戦時物資動員計画をベースとしており、大半が革新官僚と労農派の合作であるとみなされてもいる。
戦災復興院総裁に就任した小林一三は、地方自治の観点から、戦災復興事業を国の事業として執行することを認めず、自治体執行を強く主張した。五大都市も市施行(一部の都市は県施行)になり、予算配分も東京一極集中を避けようと地方都市に優先して配分された。越澤明はその著書の中で、「小林の地方自治の主張は理念としては正しいのだが、自治体の首長や地方議会が都市復興にあまり熱心でない場合は問題が生ずる。」と指摘している。事実、首長や都市計画関係者の熱意の差が戦災復興の進捗に直結することとなり、小林の判断は禍根を残した。
内務省は1948年（昭和23年）に解体され、建設部門（国土局）は戦災復興院と合併し、建設院（官房と総務、水政、地政、都市、建築、特別調達の6局）を経て、同年7月に建設省（現国土交通省、当時は官房と総務、河川、道路、都市、建築、特別建設の6局）へと改組された。

#### 戦災地復興計画基本方針
終戦の年の年末である1945年（昭和20年）12月30日に、戦災復興都市計画の基本方針となる「戦災地復興計画基本方針」が閣議決定された（都道府県都市計画主務課長には9月に、都市計画主任官会議には10月に内示されていた）。この方針は当時の内務省が描く日本の都市の理想像を示した興味深いものである。（原文は漢字と片仮名。適宜、代名詞などの漢字を平仮名に直し、句読点を入れて一部誤字と思われる箇所を修正した。）

戦災地復興計画基本方針

昭和20年12月30日 閣議決定

今次の戦災は被害ほとんど全国にまたがり、都市、集落を通じその焼失区域は1億6干万坪におよぶ。これに対する復興計画は産業の立地、都市農村の人口配分等に関する合理的方策により、過大都市の抑制並びに地方中小都市の振興を図るを目途とし、各都市または集落の性格とその将来の発展に即応して樹立せらるべく、計画に属する事業は永年長期にわたり継続して施行するのほかなきも、これが基礎となるべき土地整理事業は性質上出来得る限り、急速にこれを実施すべきものとす

1、復興計画区域

戦災地の復興計画を実施する区域は、都市または集落の相当部分に損害をこうむりたる戦災地の主要罹災地域およびこれと関連する地域とす

2、復興計画の目標

戦災地の復興計画においては産業の立地、人口の配分等に関する方策により規定せらるる都市集落の性格と規模とを基礎とし、都市集落の能率、保健および防災を主眼として決定せらるべく、かねて国民生活の向上と地方的美観の発揚を企図し地方の気候、風土慣習等に即応せる特色ある都市集落を建設せんことを目標とす

3、土地利用計画

(1) 都市、集落の能率、保健および防災に対する充分なる考慮のもとに工業、商業その他の業務および住居に充てらるべき土地の配分を計画的に決定すること

(2) 土地利用に関する計画の実現を確保するため、地域および地区に関しては出来得る限り精密に指定し、かつ特にその専用制を高度化すること

(3) 特殊の目的のために設けらるる地区にして、その従来の配置が不適当なるものはこの際これが変更、合併を行うこと

(4) 官公衙、学校、停車場、郵便、電信電話局舎、市場、墓地その他都市集落構成上の主要営造物については、適正なる配置を為すと共に、罹災の施設または営造物にしてその位置を変更するを適当とするものは、これを他に移転せしむること

4、主要施設

(1) 街路

 イ、街路網は都市集落の性格、規模並に土地利用計画に即応しこれを構成すると共に、街路の構想においては将来の自動章交通および建築の様式、規模に適応せしむることを期し、かねて防災、保健および美観に資すること

 ロ、主要幹線街路の幅員は中小都市において36米以上、大都市においては50米以上、その他の幹線街路は中小都市においては25米以上、大都市においては36米以上、補助幹線街路は15米以上とし、やむを得ざる場合といえども8米を下らず、区画街路は6米以上とすること

 ハ、必要の個所には幅員50米ないし100米の広路または広場を配置し利用上防災および美観の構成を兼ねしむること

 ニ、地下鉄道、軌道、乗合自動車等の整備を予想せらるる場合においては街路はこれに即応する系統幅員を有せしむること

(2) 緑地

 イ、公園運動場、公園道路その他の緑地は都市、集落の性格および土地利用計画に応じ系統的に配置せらるること

 ロ、緑地の総面積は市街地面積の10%以上を目途として整備せらるること

 ハ、必要に応じ市街外周における農地、山林、原野、河川等空地の保存を図るため緑地帯を指定し、その他の緑地とあいまって市街地への楔入を図ること

(3) 港湾、運河、飛行場

将来の産業の立地および地方の発展を予想しこれに相応する鉄道、軌道、港湾および運河を整備すると共に、主要なる都市においては飛行場、軌道、地下鉄道等を計画すること

(4) その他

市街地の整備に伴い電線等は原則としてこれを地下に移設し必要なる水道、下水道の改良新設を行い水利施設の拡充を期するのほか、必要に応じ塵芥および汚物の処理場、火葬場、屠場等を整備し、主要都市においては蔬菜、鮮魚介等の市場の整備を図ること

5、土地整理

(1) 街路公園その他の公共用地等の提供および市街地の利用増進を目的として、罹災区域の全体にわたり急速に土地整備を実施すること

(2) 土地整理の方法は土地区画整理または買収によることとし、必要に応じて地券の発行等の方法を考慮すること

(3) 土地区画整理においては名勝地、旧蹟地、古墳墓地等を除くのほか、関係土地の全部を整理施行地区に編入すること

(4) 移転すべき罹災の施設または営造物の跡地、兵舎その他軍用地跡地は官公衙、街路、公園その他公共用地に充つるもののほか、これを市街宅地と為すこと

(5) 土地区画整理施行の結果、宅地面積の減少するものに対しては、その減少の一部はこれを無償をもって提供せしむること

(6) 市街地の密住を避け、堅牢建築物の建築を促進するため、土地区画整理においては過小画地の整理を行うこととし、整理の施行を容易ならしむるため、必要に応じ小なる敷地に対しては地積を増して換地を交付し、特に大なる敷地についてはその減歩を大ならしむること

(7) 土地区画整理の施行を容易ならしむるため、公共団体代行機関等をして住宅敷地造成事業を経営せしむること

6、疎開跡地に対する措置

(1) 土地区画整理施行区域内の建物疎開跡地にして、公共団体においていまだ買収しあらざるものについては、区画整理事業の施行を容易ならしむるため関係公共団体をしてこれを買収せしむること

(2) 建物疎開跡地にして区画整理施行区域外にあるもの、および戦災地にあらざる都市にあるものは、都市計画上必要あるものに限り関係公共団体をしてこれを買収せしめ、その経費については国庫より補助金を交付すること

7、建築

(1) 市街地の不燃、保健および防災を強化し、戦災地に関する復興計画に即応して市街地建築物の構造設備に関する監督を強化し、併せてこれが指導を行うこと

(2) 都心部および防火帯に属する地区においては、堅牢建築物以外の建築物を禁止すること

(3) その他の地区においても、堅牢建築物以外の建築物はその配置および構造に関する条件を厳格にし、出来得る限りこれが耐火性を高むること

(4) 建築物敷地内の空地を確保するため、建蔽率に関する制限を強化すること

(5) 堅牢建築物の建築を促進するため、これが有効なる助成の方途を講ずると共に、堅牢建築物の建築上の必要にもとづく同一街廓内の土地の収用の制度を設くること

8、事業の執行

復興計画は政府において計画を統制し、その立案にあたりては出来得る限り地方の創意を反映・助長せしむるを主眼とし、これにもとづきて施行すべき事業はなるべく市町村長（東京都の区の存する区域については東京都長官）をしてこれを執行せしめ、市町村長において執行すること困難なるものは府県知事をして執行せしむること

9、復興計画事業費

(1) 復興計画事業の費用は公共団体の負担とするも、公共団体の財政において負担に堪えざる部分については国庫より補助すること

(2) 公共団体において負担する費用については、その一部を罹災区域外の住民をして負担せしむることを得ること

(3) 公共団体の負担する費用に充てしむるため、政府は低利資金の融通をなしかつその利子等の補給を為すこと

#### 特別都市計画法(昭和21年9月10日法律第19号)
戦災地復興基本方針の翌年、1946年（昭和21年）9月に特別都市計画法が制定され、各都市ではこの戦災地復興基本方針や特別都市計画法を元に、それぞれの都市の実情を踏まえた復興計画が策定されていく。そして既成市街地を中心に行われたこの事業によって、名古屋、仙台、広島、豊橋、福井、姫路など多くの都市で抜本的な都市構造の改造と、名古屋、広島の100m道路、仙台、堺、鹿児島、姫路、富山などの広幅員の並木道、都心の公園が実現した。
特別都市計画法(昭和21年9月10日法律第19号)は、内容的には、関東大震災復興のときの特別都市計画法（大正12年12月24日法律第53号）と同様に、既成市街地で土地区画整理事業を行うための特別規定が中心であったが、無償減歩の限度を1割から1割5分に引き上げていたことと、第3条に緑地地域制度に関する規定が設けられていたことに特色がある。

#### 復興対象都市の指定
戦災を受けた都市は非常に多く、その全てを復興の対象とすることは困難であった。政府は戦災を受けた都市の中から115都市を対象に復興事業を行うことを決定し、1946年10月に115都市（計画対象面積656平方キロ）が戦災都市に指定された。

内閣告示第30号

特別都市計画法第一条第三項の規定によって、次の市町村を指定する。

昭和21年10月9日 内閣総理大臣 吉田茂

- 北海道、根室市、釧路市、函館市、本別町
- 青森県、青森市
- 岩手県、釜石市、宮古市、盛岡市、花巻市
- 宮城県、仙台市、塩竈市
- 福島県、郡山市、平市（現・いわき市）
- 東京都、東京都の区の存ずる区域、八王子市
- 神奈川県、横浜市、川崎市、平塚市、小田原市
- 千葉県、千葉市、銚子市
- 埼玉県、熊谷市
- 茨城県、水戸市、日立市、高萩町（現・高萩市）、多賀町（現・日立市）、豊浦町（現・日立市）
- 栃木県、宇都宮市、鹿沼町（現・鹿沼市）
- 群馬県、前橋市、高崎市、伊勢崎市
- 新潟県、長岡市
- 山梨県、甲府市
- 愛知県、名古屋市、豊橋市、岡崎市、一宮市
- 静岡県、静岡市、浜松市、清水市（現・静岡市）、沼津市
- 岐阜県、岐阜市、大垣市
- 三重県、津市、四日市市、桑名市、宇治山田市（現・伊勢市）
- 富山県、富山市
- 大阪府、大阪市、堺市、布施市（現・東大阪市）
- 兵庫県、神戸市、西宮市、姫路市、明石市、尼崎市、芦屋市、御影町（現・神戸市）、魚崎町（現・神戸市）、鳴尾村（現・西宮市）、本山村（現・神戸市）、住吉村（現・神戸市）、本庄村（現・神戸市）
- 和歌山県、和歌山市、海南市、田辺市、新宮市、勝浦町（現・那智勝浦町）
- 福井県、福井市、敦賀市
- 広島県、広島市、呉市、福山市
- 岡山県、岡山市
- 山口県、下関市、宇部市、徳山市（現・周南市）、岩国市
- 鳥取県、境町（現・境港市）
- 香川県、高松市
- 徳島県、徳島市
- 愛媛県、松山市、宇和島市、今治市
- 高知県、高知市
- 福岡県、福岡市、門司市（現・北九州市）、八幡市（現・北九州市）、大牟田市、久留米市、若松市（現・北九州市）
- 長崎県、長崎市、佐世保市
- 熊本県、熊本市、荒尾市、水俣町（現・水俣市）、宇土町（現・宇土市）
- 大分県、大分市
- 宮崎県、宮崎市、延岡市、都城市、高鍋町、油津町（現・日南市）、富島町（現・日向市）
- 鹿児島県、鹿児島市、川内市（現・薩摩川内市）、串木野町（現・いちき串木野市）、阿久根町（阿久根市）、加治木町（現・姶良市）、枕崎町（現・枕崎市）、山川町（現・指宿市）、垂水町（現・垂水市）、東市来町（現・日置市）、西ノ表町（現・西之表市）

昭和22年7月29日、総理庁告示第24号
- 鹿児島県、鹿屋市

昭和23年5月8日、総理庁告示第82号
- 静岡県、袖師町（現・静岡市）、有度村（現・静岡市）、飯田村（現・浜松市）

事業実施にいたらなかった市町村、
- 伊勢崎市、田辺市、東市来町、袖師町、有度村、飯田村、鹿屋市

#### 計画作成
戦災地復興計画基本方針（昭和20年12月30日 閣議決定）が決定し、特別都市計画法 (昭和21年9月10日法律第19号) が成立したことから、各都市の復興計画作成も急速に進められ、1946年（昭和21年）11月頃には、ほとんど策定が終わっていた。
戦災復興院では、1946年（昭和21年）当時、典型的13都市について、建築家・都市計画家に委嘱して調査・計画・立案作業を行った。高山英華＝長岡市・甲府市、丹下健三＝広島市・前橋市・伊勢崎市、武基雄＝長崎市・呉市・佐世保市が知られ、ほかには池辺陽・日笠端＝下関市、金井静二・武井篤＝宇都宮市、平田重雄＝八幡市、佐藤重夫＝岡山市・福山市（笹田喜代と）、市川清志・石川允＝青森市、亀井幸次郎＝水戸市、菅隆二・山本康雄・小宮賢一＝鹿児島市。しかし、この時期には、復興計画が策定済の都市もあり、充分な時間もなく、地元都市計画局との連携も不十分であって、作業は必ずしも充分な成果を上げられなかったことが指摘されている。

#### 計画決定と事業決定（東京都（区部）の場合）
東京都（区部）における戦災復興計画は、都市計画東京地方委員会で審議され決定している。街路決定（第43回・昭和21年3月2日 ※注：戦後初めての都市計画東京地方委員会）を皮切りに、都市計画緑地、土地区画整理、地域指定、都市計画公園と精力的に審議され、その大枠は、1946年（昭和21年）8月16日（第47回委員会） までに決定されていた。土地区画整理については第44回・昭和21年3月28日に審議され決定している。 これに基づき、戦災区域約4,800万坪(15,867 ha)とこれに関連する地域を含めた約6,100万坪(20,165ha)を東京復興都市計画土地区画整理として決定されている（昭和21年4月25日・戦災復興院告示第13号）。 また、このときには、東京復興都市計画緑地（昭和21年4月25日・戦災復興院告示第14号）、東京復興都市計画街路（昭和21年4月25日・戦災復興院告示第15号）も併せて告示されている。なお、緑地地域指定の関しては、その根拠法である特別都市計画法の公布を待たねばならず、1947年（昭和22年）4月10日の都市計画東京地方委員会で可決答申されている。
土地区画整理事業の事業決定は、計画決定区域（約20,000ha）の内、関東大震災の復興土地区画整理を完了した8区域ならびに戦災による焼失をまぬがれた区域等を除き、緊急に土地区画整理の施行を必要とする区域（約10,000ha）を選定し、特別都市計画法に基づく特別都市計画事業として決定されている（昭和22年11月26日・戦災復興院告示第120号）。 また、このときには、街路事業（昭和22年11月26日・戦災復興院告示第121号）、運河・河川（昭和22年11月26日・戦災復興院告示第122号）、広場（昭和22年11月26日・戦災復興院告示第123号）、ほか、戦災復興計画の変更（昭和22年11月26日・戦災復興院告示第124-128号）に関して併せて告示されている。

### 戦災復興計画の再検討（事業縮小）

#### 財政支出切り詰め
戦後の日本経済の状況は、激しいインフレと食糧難とで特徴づけられる。1948年（昭和23年）、1949年（昭和24年）頃には、日本政府は激しいインフレを収束させるために、強力な財政政策をとる必要に迫られていた。1948年（昭和23年）米国政府がGHQを通じて日本政府に対し、財政支出をきびしく引締め予算の均衡を図ること等からなる「経済安定九原則」指令する。1949年（昭和24年）2月にはGHQ財政金融顧問として訪日したジョゼフ・ドッジがドッジ・ラインとして知られる経済政策を立案・勧告、1949年（昭和24年）8月には日本税制使節団（シャウプ使節団）が日本税財政・地方自治制度についての勧告を行った。これらは、課税を強化するとともに政府の財政支出を極端に圧縮し、赤字財政を克服しようとする超均衡財政方針であった。この財政支出の切り詰めのやり玉に上がったのが公共投資、特に「戦災復興都市計画」事業であった。

#### 戦災復興都市計画の再検討
1949年（昭和24年）6月、「戦災復興都市計画の再検討に関する基本方針」が閣議決定され、戦災復興都市計画は大幅に縮小されることになり、同年8月、115都市すべての見直し作業が実施された。区画整理は5か年計画とし、区域を圧縮する一方、建築物の制限を緩和した。街路については幅員30メートル以上を「幅員のはなはだ大なる街路」と規定し、この結果、東京、川崎、横浜、名古屋、大阪、神戸、広島の7都市で計画されていた100メートル道路は名古屋の2本、広島の1本を除いて、廃止された。また、帯状緑地も一部の都市を除いて廃止された。

#### 再検討5箇年計画
1949年（昭和24年）に行われた戦災復興再検討5箇年計画に於て、殆んどの都市が土地区画整理区域について縮小することとなった。然しながら、根室、釜石、花巻等、既に事業が完了の段階にあった都市並びに今後1、2年で完了する都市については、縮小することなくそのままの区域について事業を実施することとなった。これらを除く70都市については、緊急性の少ないもの等、除外することが適当と認められる地区等をすべて除外した。その結果、再検討前に約33,000haであった施行面積が約28,000haになった。再検討5箇年計画による都市別の変更状況を見ると、東京都（区部）において約3,300haが約1,600haに縮小したのを最大とするが、その他の都市においても水戸、岡山、長崎、明石等がかなり大きく縮小している。

#### 国庫補助率の引き下げ
戦災復興土地区画整理事業は、国庫補助率9割という誘異的な国の財政措置により開始された。9割の補助率は、焼け跡整理の意味を含むものと考えられる。1946年（昭和21年）の特別都市計画法の成立により8割の国庫補助に変わり、昭和24年には地方財政法の成立により5割の国庫補助率に変更され、1955年（昭和30年）の土地区画整理法の施行以後は5割の国庫負担と定められた。震災復興事業と比べれば資金面で著しく困難に直面していたといえる。また、街路事業等については、当初の3/4から、昭和24年以降1/2補助に引き下げられている。

### 戦災復興都市計画の収束

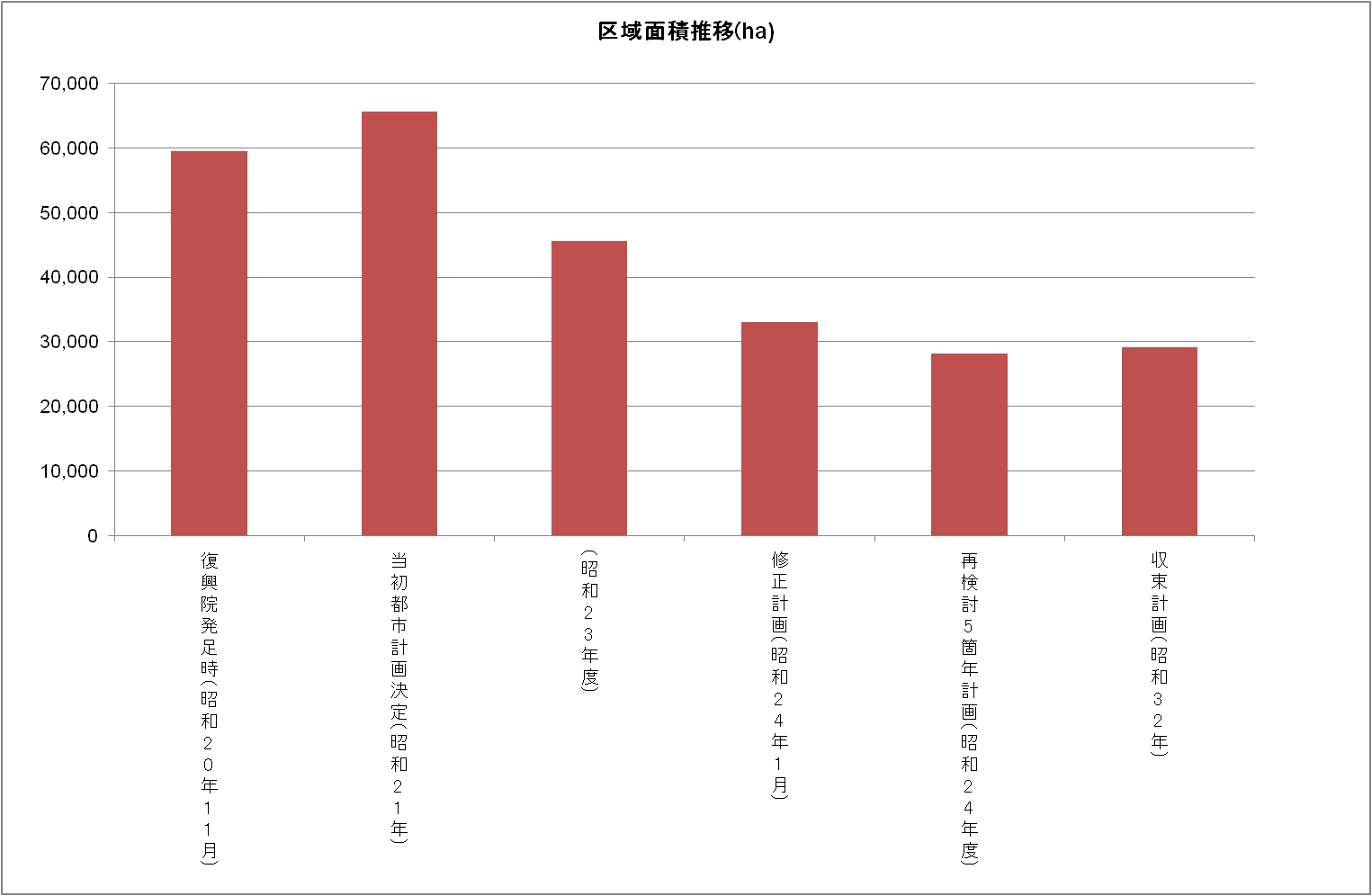
戦災復興事業区域面積推移（単位:ha 収束計画は都市改造事業等の面積を含む）※数値は戦災復興誌による

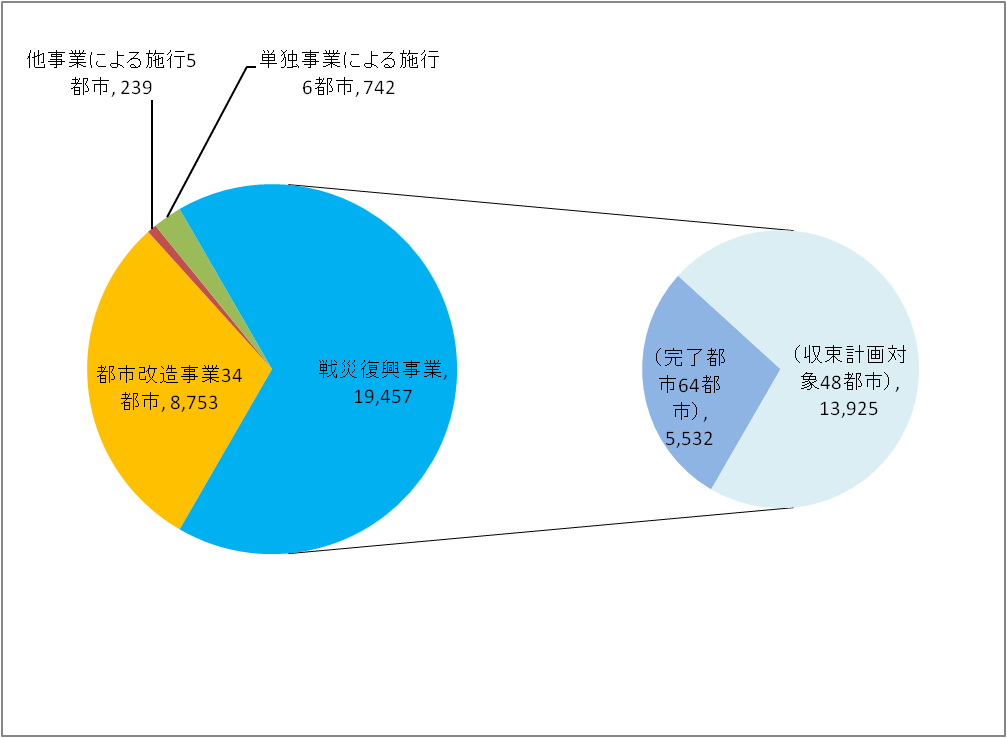
戦災復興事業区域面積（単位:ha 収束計画）※数値は戦災復興誌による

#### 収束計画
再検討5箇年計画の最終年度である昭和29年度を迎えても戦災復興事業の収束を見ず、なお相当の残事業があったので、政府は重要都市整備に関する方針を樹立して、戦災復興事業の早期完遂を図った。鉄道、港湾、工場等産業施設の振興に効果ある重要施設を含む区域等は新たに重要都市整備事業として施行する方針とした。本方針においては、再検討5箇年計画を骨格計画とし、これに肉付けする意味合いのものであったから、既定の施行地区面積の変更は殆んどなかったが、福井、都城、鹿児島の各市においては重要地帯整備地域として採り上げられて、戦災復興区域に包含されることとなったため、再検討区域面積より増加することとなった。戦災復興事業費予算を要せずして収束可能な区域はこれを除外して、早期に事業の収束を図り得る区域についてのみ、戦災復興事業として収束せしめることとされ、甲府、浜松、清水、大垣、津、伊勢、熊谷の各市においては重要地帯整備事業区域として認められるに至らず施行地区が削除された。

#### 都市改造事業への切り替え
昭和32年（1957年）に戦災復興土地区画整理事業の収束計画を作成、昭和33年度をもって戦災復興事業の打切りという収束計画を決定し、必要な事業は別事業に切り替えて継続することとなった。5大都市は、完了地区を除き都市改造採択基準に合致する区域をすべて戦災復興関連都市改造事業に切換えることとなり、また一般都市についても明石、大垣、沼津、浜松、静岡の各市に於てはその一部を都市改造事業に切換措置がなされた。

#### 施行実施面積
戦災復興土地区画整理施行区域として、115都市について当初都市計画決定せられた198,472,080坪(約65,600ha)の面積は、修正計画において112都市100,082,900坪(約33,000ha)となり、更に再検討5箇年計画において完了都市を除いて86都市、85,068,000坪(約28,100ha)となつたのであるが、収束計画に於ては戦災復興事業として完了せしめる区域面積は112都市について58,858,081坪（約19,500ha）となった。収束計画推定（注：原文）の際における完了都市は64都市で、その面積16,733,776坪（約5,500ha）であった。その他、都市改造事業として実施するもの34都市26,476,855坪（約8,800ha）、他事業により施行したもの5都市721,699坪(約240ha)、単独事業により施行したもの6都市2,243,074坪（約740ha）であり、戦災復興事業として実施する58,858,081坪（約19,500ha）と併せて、面積は88,299,709坪（約29,190ha）となり、当初計画決定面積(198,472,080坪(約65,600ha))の44.4%が事業化されたことになる。

### 戦災復興都市計画の挫折とその影響
戦災復興都市計画は、帝都復興によって開花し、国内のみならず外地や満州国の都市建設で磨き上げられてきた日本の都市計画手法・技術・エンジニア等を惜しみなく投入した、近代日本の都市計画の集大成とも言えるものであった。しかし全ての都市がその目的を果たすことができたわけではない。戦災による資材・資金・人手不足、都市計画などよりもその日を生き延びることで精一杯という住民の状況と、その上にGHQからの反対とドッジ・ラインによる緊縮財政という巨大な壁に阻まれ、東京をはじめとする多くの都市で計画が縮小・挫折した。特にGHQの反対とドッジラインによる緊縮財政は復興都市計画にとって致命的な痛手となった。
近年、新橋周辺の再開発（環状2号線の建設）において「マッカーサー道路」なる言葉が使われ、あたかもGHQが道路計画を立案したかのような報道がなされたが、これは事実に反している。GHQは復興都市計画には兎角冷淡であり、「まるで戦勝国の都市計画だ」と言って計画の縮小を求めていた。
一方、仙台市、名古屋市、神戸市、広島市といった都市では市長や都市計画関係者の努力により、当初の計画に近い形で復興を成し遂げることができた。これらの都市では復興インフラが観光資源となることも多い。名古屋市の久屋大通や広島市の平和大通りといった100m道路、仙台市の青葉通りのケヤキ並木などである。これらは都市計画が都市の魅力を向上させた好例であるといえる。都市計画や交通計画の学者・関係者等の意見では、計画を実現できなかった多くの都市には広い道路が無いためモータリゼーションに対応できず、高度経済成長期以降に交通渋滞や防災上の問題を抱えることとなったとしている。

### 戦災復興都市計画の特色
戦災復興都市計画の特徴としては土地区画整理事業を活用することとし、組合が施行を希望した場合はこれに国庫補助することを閣議で決定していることがあげられる。しかし制定された特別都市計画法では組合施行を法的に定めていないこともあって、東京を例外としてほとんどの都市では組合施行は行われていない。また減歩を、1割5分の無償規定にした。15パーセント以上の減歩に対して土地補償金を交付するものであるが旧都市計画法に比べ5パーセントの減歩負担を土地所有者に強いるものであり、1947年から施行された現行日本国憲法第29条の規定に抵触するとの疑義が出された。戦災復興院は合憲とみたが、連合軍総司令部法制局と法務府調査意見局は当時憲法違反の疑いありとの見解であった。区画整理が施行される地区の特性によっては、必ずしも減歩に見合う増進が得られない場合もあるからである。この結果、1949年の国会議決を経て、現行土地区画整理法の減価補償金規定とほぼ同様のものに改正された。
また土地利用計画を策定することとし、街路について主要幹線は大都市では幅員50m以上、中小都市では幅員36m以上として、必要に応じ50-100mの広幅員道路にし駅前広場を設けること、緑地（公園、運動場、公園道路等）を市街地面積の10%以上とし、市街地外周に緑地帯（グリーンベルト）を設けることなどが盛り込まれ、非常に理想主義的色彩が強いということが挙げられる。
戦災都市の災害対策と美観創出には緑地帯を重視し、戦災地復興計画基本方針に公園や公園道路ほか緑地を「系統的に配置せらるること」、「必要に応じて市街外周に於ける農地、山林、原野、河川等、空地の保存を図るため、緑地帯を指定し、その他の緑地と相俟って、市街地へのきつ入を図ること」と示している。このため、100メートル道路ほか、幹線道路も並木を創出されたほか、仙台市の勾当台公園や熊本市の辛島公園などのスペースや前橋市の広瀬川、芦屋市の芦屋川、神戸市の石屋川、新生田川、妙法寺川、広島市内の全河川、徳島市の新町川などの河川沿いの帯状緑地を計画し出現させる。河岸緑地帯について近年出現した姫路市の運河公園や浜松市の馬込川公園も戦災復興期の計画が元になっている。そして広幅員道路と緑地との有機的なネットワークなど、日本では今まで実現することが出来ないでいた政策が取り入れられているほか具体性も強く、道路幅員の具体的な指定や緑地面積の目標値などが基本方針の時点で織り込まれている。また、経済合理性一辺倒で計画がなされていないということも特色の一つである。高度経済成長期以降の道路計画が、ともすれば「自動車交通をいかに処理するか」ということだけを考慮して立案されていたのに対し、戦災復興で造られた道路の多くは、広い緑地帯と歩道を有し、市民の憩いの場となるように設計されている。アメニティを重視したインフラ整備が近年唱えられているが、その考え方は決してバブル期以降に現れた新しいものではなく、戦災で国土が荒廃していた復興期、もっといえば大正期に制定された街路構造令等すでに存在していた考え方であった。
県庁所在地クラスの地方都市の多くで見られる、「中心部の駅前に中小規模の駅前広場があり、そこから30-50mの道路が真っ直ぐ延び、他の道路はその広い道路を基準に碁盤の目に近い形で配置がなされている」という街区パターンが、戦前に耕地整理等を行われていない都市の多くで戦災復興によって造られることになったため、その意味で戦災復興が戦後日本の地方都市像までをも形成したことにもなる。
なお、空襲に関しては平和教育などで子供達に語ることができるが、こうした復興事業や都市計画に関しては副読本などで語られても理解しづらいというのが実情である。また大人であってもこうした復興計画が存在し、そもそも都市計画というものによって街の広幅員道路や街区が形成されるということ自体を一般によく知らないという場合もあり、戦災復興都市計画の認知度が低い要因となっている。
住宅復興についてはイギリスは全国民を対象に公営住宅を考えたが、日本では炭鉱住宅と、戦災復興院の建築職の大部分が勤務していた特別建設部が関与する米軍住宅・米軍施設の建設が主で、一般の住宅には手がつけられていない。また満州国で日本の都市計画研究者が試みた地券などの新しい考え方も、戦後の日本では公にされることがなく復興計画にとりいれられることは、ほとんどなかった。先の記述にもあるとおり、GHQや米軍は都市復興にほとんどかかわりを持たず、しかも区画整理の公共減歩は、補償なしでの財産の没収ではないか、とのクレームをつけている。これに対しては財産額として減価が無いということで当時は納得をさせている。広島を占領したオーストラリア軍は建築家のシャビィ少佐などが復興計画に若干の提案をしたりしたこともあったが、沖縄や横浜では広大な軍用地が収用され、戦後都市復興に大きな妨げとなる。
また多くの都市が罹災したため、計画策定の技官の人員が足りず、一人の人間によって復興計画が策定された都市もある。そのため土木行政は、高度経済成長期のような河川・公園・道路・建築物とそれぞれ担当部署が異なる縦割り行政による個別の整備とは違い、河川と緑地、道路と公園といった異なるものが連続性を持った形で体系的にまとめ上げられている。この後に内務省は建設省となり、土木行政は深化したものの、高度経済成長期のインフラ整備においては、各部門ごとの横のつながりはかえって弱くなったといえる。こうした人員不足等も案じて復興院は1946年（昭和21年）から各地の復興都市計画策定に建築家をも参加させ、彼らを復興院の嘱託として、各復興都市に主任と助手のペアで派遣した。このとき(1)計画図及び計画説明書（計画の基盤及案の内容）各2部を作り一部は市に残し一部は本院へ提出(2)地元の意見又は希望事項あれば本院へ提出(3)地元有識者への啓蒙 を依頼事項としている。派遣メンバーは土地の国有化などを叫び、戦後復興の都市や地域計画などに参加しようとした国土会に関係していた面々が中心で、実際東京大学建築学教室で都市計画の研究をしていた高山英華は日米開戦期には企画院の都市計画関連の仕事に関係し、それが戦後に立ち上げられる国土会のもとになってもいた。
それでも、敗戦という状況下でいち早く復興事業に取り組む体制を整えることができたのは、戦時期に防空総本部の設置などにより都市計画のスタッフが強化されていたからであるし、また事業が割と円滑に進んでいるのも関東大震災後の震災復興事業等の経験があったことも指摘されている。防空緑地などの施策や防空都市計画は戦後の復興も見据えており、建物疎開も道路予定地を中心に行われた。しかし、ヨーロッパなどでは第一次世界大戦後の戦後復興と第二次世界大戦後のそれとで復興事業の技術が進歩したが、日本ではほとんど復興技術の変化が見られなかった。イギリスでは第二次世界大戦後の1947年に制定した都市計画法で開発権の国への帰属を規定する画期的な制度を提案し、その後、保守党と労働党の政権交代により土地政策に変化はあるものの、開発を行うには許可が要るとの原則が残された。しかし、日本ではこのような土地政策に対する本格的な制度改革は行われなかった。
とにもかくにも大都市の市街地はどこも焦土と化し、戦災復興のため戦前の段階で既に繁華街となっていた都市を中心に、特別都市計画法を制定し、復興院や自治体の職員から復興建設技術協会などの民間機関までも動員して岡崎空襲#復興、甲府空襲#甲府市戦災復興都市計画、本庄村 (兵庫県武庫郡)#戦後復興、沖縄の規格家など日本各地の都市復興から、大阪市高速度鉄道協議会路線網改定（戦災復興院主催）や小田急1600形電車といった戦災復興車、長岡市営無軌条電車のような戦災復興のための公営自動車事業から相鉄2000系電車 相鉄3000系電車など戦災復興の第一線で活躍する交通手段と網整備や、セイノーホールディングス#戦災復興〜長距離定期貨物便〜輸送立国などの輸送復興に力をいれ、高松市のように高松空襲で市街地の約80%が消失し戦災復興計画を経て戦災後10年間の市街地の急発展を興す。この他、豊橋公園前停留場, 市役所前停留場 (愛知県) といった戦災復興に伴い国鉄は戦災復興を地元と共同で行うことを目論み民衆駅や東京駅の戦災復興を次々成し遂げ、さらに地方では高松市立中央球場のように戦災復興のシンボルとして市民に愛された球場や大垣競輪場、長崎市営ラグビー・サッカー場（旧長崎市営競輪場）、長居公園の競馬なども、戦災復興事業の推進とを目的に行われていく。長岡まつりは長岡空襲からの復興を願い翌1946年8月1日に行われた戦災復興祭が起源である。

## 各地の戦災復興都市計画

### 大阪の戦災復興計画
大阪の中心市街地は江戸時代の都市建設がベースとなっており、大正期の第二次市域拡幅で編入された郊外地も戦前組合施行の耕地整理や区画整理が実施され、戦災復興事業の施行区域はこれらのなされていない区域を実施している。
復興基本計画は、高津俊久と堀新次が中心となり昭和20年から21年にかけて、市の関係部局や学識経験者、市民代表により復興計画に関する委員会で決定され、狭い市域に多くの人口を収容するために商工業・中小企業を発展させることを基本方針にし、区画整理の実施を幹線道路の整備による経済活動の円滑化とこれまで不足していた公園緑地の確保による都市美化、従来の不規則な街区整理を目的に、着実に着工する。こうして大阪市の復興事業では幹線道路をいくつか新設しているが、幅員80メートル、東西方向の大幹線である中央大通の大阪市道築港深江線はその最大のもので、この路線は復興事業の除外区域で市内でも有数の問屋街であった船場を貫通する1300メートルもの区間が未開通のまま残されていた。このため、10棟の船場センタービルを建設し、ビル上に高速道路と阪神高速道路12車線、地下には地下鉄を通して道路とビルを一体化するという日本で初めての事業が考案され竣工した。繊維街の整備も昭和33年には土地区画整理事業スーパーブロック方式で秀島乾を中心に大阪第二次地区基本構想として実施。
大阪市内の復興事業は焼失地に多少周辺を入れた6107ヘクタール、1847万坪と決定されていたが昭和24年度の再検討で事業区域を3306ヘクタールに圧縮し、このうち1157ヘクタールの港湾地帯を別事業として切り離している。

### 東京の戦災復興計画

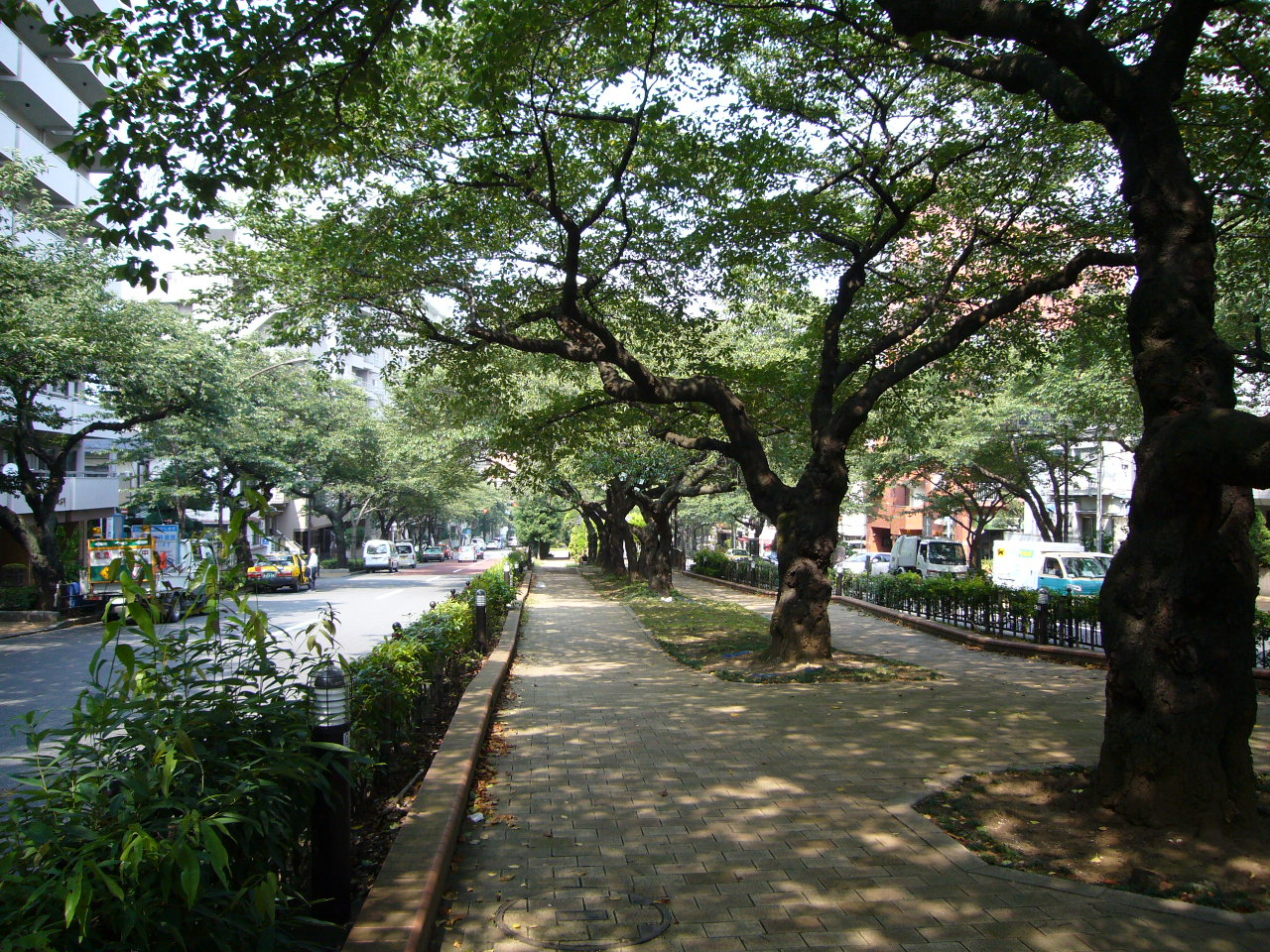
環状3号線播磨坂区間。この区間は東京の戦災復興の理想像に最も近い姿の街路だと言われている。

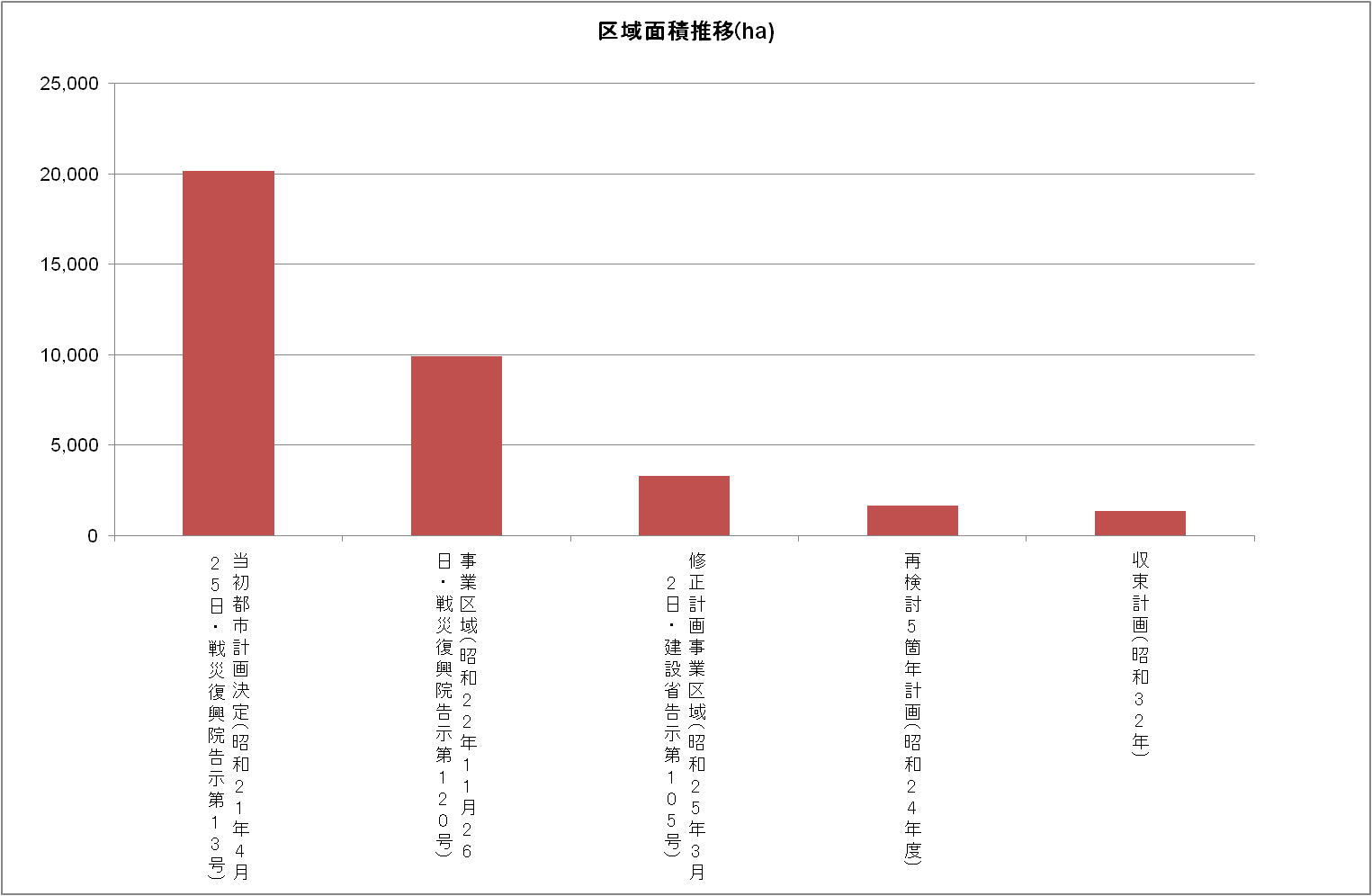
戦災復興事業区域面積推移（東京都・単位：ha）※数値は建設省「戦災復興誌」及び東京都戦災復興土地区画整理事業誌「蘇った東京」による。収束計画の面積は当初計画の約7%、全国平均約44%と較べて低く、東京都（区部）の除籍が大きかったことがわかる。

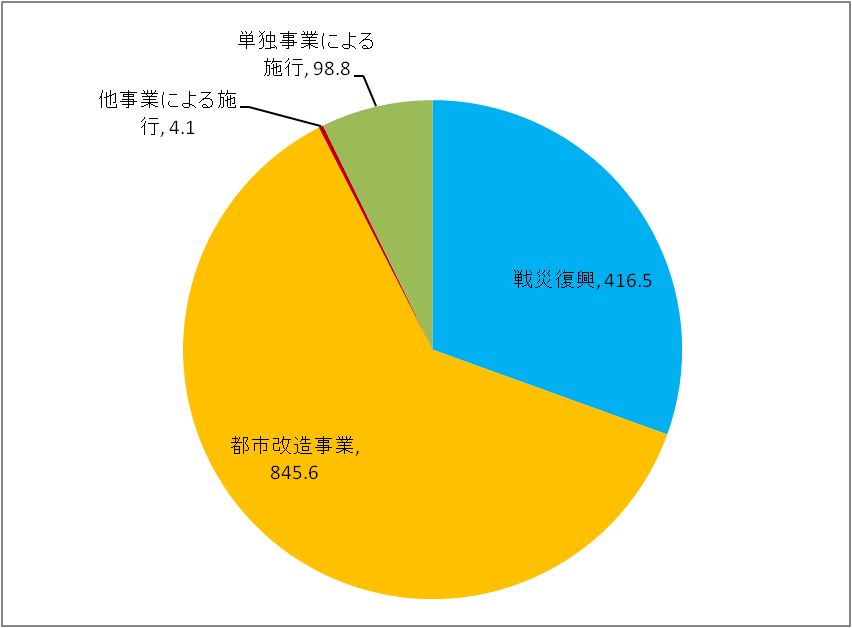
戦災復興事業区域面積（東京都（区部）・収束計画・単位：ha ）※数値は建設省「戦災復興誌」及び東京都戦災復興土地区画整理事業誌「蘇った東京」による。戦災復興土地区画整理事業は416.5haであり、残りの多くは都市改造事業（都市改造土地区画整理事業）として実施することとなった。

敗戦後、東京の戦災復興計画は復興事業の全体を指揮する責任者となる、後の東京都建設局都市計画課長、建設局長を歴任する石川栄耀の策定による。これは戦前から石川自身が暖めてきたプランを終戦直前に立案着手 し法定都市計画化したものである。東京の戦災復興計画は、広幅員街路と広場、緑地帯、公園、特別地区、緑地地域を決定して環状線内側を区画整理する雄大なプランで、当時の全国各地の復興計画と同様に都市施設をゆったり採った理想主義的なものであった。
計画では河川沿いはすべて帯状緑地や水辺公園を予定しており、高輪、小石川、駒込などの高台や鉄道沿線、100m道路沿いに幅員50から100mの帯状緑地を予定し、旧軍用地、国有地、御料地の多くは公園緑地にしている。全国の大都市復興計画（当初案）ではいずれも幅員100m道路計画があるが、実現した名古屋でも二本に限定しているのに対し、東京では八本も計画され、またすべての幹線街路が幅員40m以上としている。100m道路のうち40m以上は植樹帯として想定されている。これらによって東京の市街地人口を15万人単位で面積1平方キロメートルのブロックに分割することで従来の35区を再編し、それまでの地縁関係からデモクラシーを実現するための市民の結合を図ろうとしている。そのほか東京から工業地帯を衛星都市に分散させることなどを盛り込んでいる。計画の基本方針は明確であったが、東京の戦災復興事業は全国の他都市と比べて事業の着手が遅れる。1948年（昭和23年）にはすべての罹災地に仮設住居が立ち並び、戦災復興ではなく、既成市街地の都市改造のようになっていた。東京の戦災復興計画の具体化には占領軍司令部から吉田茂首相、さらに安井誠一郎東京都知事らは熱心ではなかった。とくに安井知事には、大橋武夫ら戦災復興院幹部が国と都の共同体制で行うことを勧めたが、都独自で執行するとしてこれを断った。安井は都市計画スタッフが復興計画にとりかかる旨を予想していて、その大復興計画を絶対受け入れてはならない、寝る家もなく路頭をさまよう都民の住宅の確保こそが最優先課題、後世、大復興計画を握りつぶした都知事として非難されるだろうが覚悟の上、という有名な言葉を残している。したがい復興事業の実施にあたって、東京都の財政支出はきわめて不十分であった。こうした安井の、都民の苦痛を少なくするという口実により大規模復興に手をつけなかった事柄について大橋武夫は「選挙目当て」と揶揄している。復興事業の立ち上がりの遅れは東京の戦災復興計画の実現には痛手になり、その後のドッジ・ラインによる政府の緊縮財政の方針が追い討ちをかけた。
戦災復興事業の遅れで駅前では闇市が並び、人口も急増。1949年（昭和24年）、ドッジ・ラインの結果、戦災復興事業の見直しが図られる。駅前周辺（それも一部）を除き区画整理は中止、広幅員街路や公園緑地は大部分が計画廃止になる。今日、桜並木が花見の名所となっている文京区の環状3号線（ブールヴァール）やJR高円寺駅前広場、建物疎開跡地の渋谷宮下公園などは、石川のプランが多少なりともの形で実現した数少ない事例である。とくに石川は「商店街の復興こそ東京の復興につながる」と考え、歌舞伎町や麻布十番等は新宿や池袋などの副都心部と同等の扱いを受けて、区画整理が最優先して行われている。東京の復興事業での土地区画整理事業で、土地所有者たちの組合施行で行われることになったのは前述歌舞伎町や恵比寿など8地区あった。これは都が事業者としてこれらの事業を一斉に実施するのは困難だったことから、意欲のあるところには地権者で施行させるという方針が採られたためで、これをサポートするために復興院と都は外地から帰国してきた区画整理技術者を集めて日本都市建設株式会社を設立。この会社に委託させるという方策をとったがインフレによる費用の高騰と助成金の少なさなどが重なり、会社経営は失敗する。
その後GHQからの指示により、都は大量の瓦礫処理を費用をかけずに実施するという難題を抱え込む。区画整理を実施しないことになった都心部では大量のガラ処理に苦慮し、苦肉の策として都心に点在する濠・小河川を瓦礫で埋め立て、できた土地を民間に売却する方法がとられた。こうして江戸以来の東京の水空間が大量に失われた。外堀通のように公有地として残された箇所は極めて少なく、上智大学グランドである四谷の真田濠のようにオープンスペース的な使用方法もほかにはなく、大部分の埋め立て箇所には建物が建っている。またGHQから美観上の問題から東京の露店を全部路上から消すように命令が下る。路上に広がる闇市屋台の排除を目的に、しぶちかや上野公園下の石垣を利用することになる。駅前の闇市の処理は1946年以降何度も行われ、取締りの対象は「第三国人」と当時の新聞などに書きたてられているが、こうしたバラック類は復興事業の都市計画街路などの空間として暫定使用が黙認されていく。そしてこのような駅前利用形態、店舗兼居住空間は後年の都市改造、都市再開発に際して障害となった。なお、当時東京都に都市計画の財源はあったが、そうした都市計画税を都市計画事業には使用せずにほかに流用していたため、1948年のシャウプ勧告による税制改革の際に利用していない特別税として廃止されてしまう。その結果東京の都市計画事業は完全に頓挫することになる。そのため1952年に財政が逼迫した際に、途中まで区画整理事業が進んでいた名古屋等はそのまま予算をつけて事業を継続したが、ほとんど事業着手されていなかった東京は予算がカットされ、整備着手した事業も未整備のまま残された。
石川栄耀は、市民への復興計画のPR映画「20年後の東京」を作成して啓蒙したりしたほか、復興計画に法定の都市計画とは別の意図をもった計画要素を盛り込もうとし、そのため建築家の参加を促すために、さまざまな試みを企画する。前述高山英華と相談し、まず手始めに1946年2月に東京商工会議所とタイアップして参加者が銀座、神田、新宿などの中心市街地のを各自選んでアーバンデザインを行う都市計画コンペが行われた。また同年には従来の工、商、住の3地区のほかに特別地区として公館、文教、消費歓興の各地区を条例指定するねらいで、「文教都市計画」と題した、大学を中核とする文化や教育のための地区（文教地区）都市計画立案が行われた。文教地区の都市計画では、東京にある主要大学の周辺地域の都市計画立案で、都も少しでも実現できるように努力するという方針の下、東大は本郷、日大は神田駿河台、早大は早稲田界隈、東京芸大は上野、東京工大は大岡山、慶大は三田、立教大は池袋をそれぞれ担当することにしたが、実際は東大のプランは本郷のほか御茶ノ水や芸大担当の上野までをも取り込んでいる。これらには前川国男、丹下健三や池辺陽（東大グループ）、内田祥文（弟内田祥哉と、また日大グループとして）ら当時の大学教授、若手建築家や学生らがプランを作成、参加している。東京都の都市計画コンペで内田兄弟と市川清志らのグループが1位（深川地区と新宿地区）となった新宿地区の計画案では新宿に都庁が移転していて、都庁を中心とした業務地区がすでに先駆けて提案されているほか、復興都市計画から除外されて取り残されている地区の計画をも提案されている。東大丹下グループは新宿地区計画と銀座地区復興計画で参加したが、いずれも2位となった。文教地区計画のコンペでは、東大グループの本郷文教地区計画では当時の総長南原繁を中心に岸田日出刀、高山英華や前述丹下と池辺などの教授陣や浅田孝に学生の大谷幸夫や下河辺淳などが参加し、かなり広範囲にわたる街路網とル・コルビュジエ風の施設をちりばめたものとなるが、実現は到底不可能なものとなって結果は絵だけに終わる。ただし高山英華は実際に実現するよう大学と不忍池周辺を土地購入しようと画策したといわれている。早稲田地区は武基雄や吉阪隆正のほか石川自身も早稲田大学で非常勤講師をしていた関係で計画立案に参加し、こちらは実際に戸山が原の軍用跡地が大学拡張用地として獲得したり、大隈キャンパスに突き当たり行き止まりになっているバス停留所、補助75号線の広幅員道路が実現するなどの効果があった。この後建築家グループは前述のとおり各地の復興都市計画に借り出されるが、1947年（昭和22年）5月には都市計画協会と東京都建設局が主催者となって東京三越本店で「都市復興博覧会」を開催する。テーマは「労働、生産、厚生」で、博覧会の内容は借り出された建築家たちが中心になって進めていた復興都市計画を市民にわかりやすく説明し理解を得るという目的であった。

### 名古屋の戦災復興計画
名古屋は歴史のある城下町であるが、名古屋市の中心部とその近辺での都市整備は特に道路整備が進み、幹線道路が何本か街中を貫き、区画街路も6～8m程度あるという具合である。現在の名古屋の骨格を形作っているのは戦後の戦災復興での大幅な都市改造とされる。名古屋市は市長を会長として計画関連の関係機関の長と議員や学識者からなる復興調査会を組織して基本計画を策定している。そしてその中心となって活躍したのが当時の名古屋市の技監・助役を歴任した田淵寿郎で、1945年（昭和20年）10月に市に請われて、早くも翌年には戦災復興の基本方針をとりまとめた上、その方針に従い2本の100m道路に象徴される道路の整備、市内の墓地を平和公園へ移転する等を核とする戦災復興事業を実施し、現在の名古屋市の礎を築きあげた人物と称されている。田淵は元々は内務省の技術者で、終戦直後は疎開先の三重県にいた。当時の名古屋市長佐藤正俊は名古屋を復興すべく田淵に白羽の矢を立てた。内務省時代には国内各地の河川改修事業に従事、のち大陸に渡り中国各地の都市計画で腕を振るい、その才覚に絶大な信頼が寄せることとなる。1945年10月10日に名古屋市技監に任命し、市の建設行政全て掌握させる。
焦土と化した名古屋の焼け跡地に縄張りをして道路や公園予定地の地権者を説得して回り、まず道路ひたすら造り続けることとし、市域2割方を道路にした。当然周囲の反感も買うこととなったが、揺るぎなかった信念をもって実行に移される。そのほか、市内の中心部に約280軒あった寺と寺が抱える墓地、墓碑19万基をすべて1カ所に集団移転させた。やはりさすがにこれだけの墓を移転することは物議を醸し苦情が相次ぐが地道に説得し、結局事業を実施する。区画整理は440ヘクタール規模で着手したが1949年（昭和24年）にはほぼ9割がた仮換地指定を終えている。戦災復興事業の中で道路整備と並んで相当な労力精神力を必要とした平和公園建設事業を、戦争でなくなった人の霊を弔う戦災復興の記念碑として広大な墓地公園を完成させ、さらにまた予定していた平和堂の建設が資金難で未完成のままだったため、自身の退職金の大半を寄付して完成させた。
今は名古屋の名物ともなっている2本の100m道路（若宮大通、久屋大通）については、防火帯としての計画であったがとくに街の中心を東西南北に縦断し名古屋市を四分割するため、「街の真ん中に飛行場でも造るつもりか。」 と揶揄された。さらに道路予定地に名古屋刑務所が存在し、政府は復興事業の再検討と縮小を要求するといった最も批判を浴びた構想でもあったが、田淵は今後あらゆる災害が起きた際こうした道路は是非とも必要であるといった防災の見地から強く主張。また中心部と名古屋港を結ぶ道路を完備するべきだと考えていた。ねばり強く政府と交渉した結果、刑務所を現在のみよし市に移転させ、100メートル道路を完成させる。

### 広島の戦災復興計画
広島市の場合は都市計画課の職員はほとんどが原爆で死去したが、前日自転車で登庁途中、チェーンが切れて投下当日は遅刻を余儀なくされた竹重貞蔵課長が奇跡的に生き残り、丹下健三らが計画に携わるまでは一人で計画立案する。
竹重は、往時の太田川河岸沿いに建物が密集していたので、河岸緑地を計画し、河川沿いを占拠していた罹災者には別途再開発住宅を提供し、移転させる案を提示した。これは1945年に早くも都市計画決定され、このとき川に沿ってかなり広い敷地が確保される。今日では沿川にはカフェが並ぶまでの空間になったが、実際は1970年代に入って当時の中国地方建設局太田川工事事務所が東京工業大学の中村良夫研究室に基町地区の河川環境整備を依頼するまで一切の整備が成されておらず、30年以上眠ったままだった。
復興計画案のうち、土地利用計画と公園立地、道路計画は復興院が派遣した丹下健三と武基雄を中心とする建築家スタッフが計画したものである。丹下スタッフは広島市を主に担当し浅田孝、大谷幸夫、そして石川栄耀の息子石川允が参加し、武スタッフは呉市を主に担当し大林新、安田臣、吉阪隆正が参加した。スタッフは広島市は1946年（昭和21年）の夏に、呉市は秋に現地入りし、資料不足の中で調査分析し、報告書と都市計画図が作成された。広島市の計画は、かつて軍都としての広島の歩みを分析したうえで山陽工業地帯の中核都市として再生させるという展望を示し、そのための計画としていた。道路計画については、すでに市が戦中に防火帯として空地化している跡地に計画している幅員100mの道路の中心に位置する中島町三角地を官公庁街にしこれに向かって、駅前から市街地を斜めに抜ける幹線道路を計画した。土地利用計画では特別地区として官公庁と文教と港湾をたて、工業地区として海岸線に重化学工業地帯と海岸公園を配し、商業地区は先の官公庁街を囲む中央商業と周辺商業の地区に区分し市経済の効率化を図り、住居地区には中心となる地区を設定しているが、案は市の有力者からなる審議会では幹線道路は認められず、また三角地は官公庁街でなく公園に設定されたなどのほかは概ね採用となる。
また丹下らは、暁設計なる建築設計事務所を広島での作業拠点とした。この事務所は帝国軍暁部隊の建築技術将校だった人物らと村田正、柴田実らが1946年の春ごろから広島に設立。焼け残った福屋デパートの1室を借りてまちづくりに参画する。この事務所に、横浜高工から逓信省営繕部に入り、後満州国郵政総局で建築設計に従事していた河内義就が参加し、バラック建の朝日新聞広島支局にレンガのチムニー設置、築地小劇場をモデルに児童文化会館の舞台を改造、市民病院に厚さ4センチのコンクリート庇に挑戦したりした。この後建築設計事務所は1948年（昭和23年）まで数社でき、同年広島建築家協会が発足する。また広島市の建築技師藤本初夫は壁式コンクリートに挑戦し、昭和町平和アパートを竣工させるなど、徐々に活況づく。
その間広島市は都市復興に対して国の特段の支援を仰ぐため、木原七郎、浜井信三市長が国庫補助と財政援助を占領軍総司令官や政府、国会にたいして要請したが成果なく、1949年（昭和24年）に特別立法の誓願運動を展開し、広島平和記念都市建設法を制定させる。第3条には国と地方公共団体が都市建設事業に対してできる限りの援助を行うとし、第4条で国有財産法第28条の規定にかかわらず費用を負担する自治体（広島市）に対し普通財産の譲与することができると定め、特段措置を国に義務付ける結果となる。これを受け国は旧軍用地を小学校や病院等の用地として約34.5ヘクタールを無償譲与し、1949年度に補正予算で補助金を追加し、1950年（昭和25年）度予算で戦災都市のそれと別枠で予算確保している。これに対し、ほかの戦災都市の補助率が引き下げられたため国に対し抗議がだされ、もとの率にもどされている。
また国直轄事業として100メートル広幅員道路の平和大橋、西平和大橋がかけられている。この100メートル道路は、当初当時の渡辺市長は選挙公約として市営住宅建設を打ち出し当選したのが助役の説得で翻意させた。また、並木緑地形成は市民の参加で実現したものである。
平和大橋、西平和大橋は1950年、広島市が米国対日援助見返仕資金特別会計を活用して計画。当時発足したばかりであった建設省中国四国地方建設局が受託施工することになる。橋の名称は市が街路名と共に一般公募したもので、高欄のデザインは建設省や県内の行政と学識者等で構成される「平和大橋・西平和大橋高欄デザイン研究協議会」で検討され、のちイサム・ノグチに依頼される。橋の形式はGHQによって径間割や桁形式を指示され、通行路面部分等はノグチから案が届く前に着工される。高欄の図面化には東京大学丹下健三研究室が協力、1951年（昭和26年）ノグチが来日した折、ベニヤ板を使って原寸模型が切り出され、実物大の模型を制作して現地に設置し、1953年（昭和28年）に建設省直営で施工され、竣工した。コンクリート型枠製作には1本の木材を2つに割り、中を数種類のかんなで仕上げる高度な技術を要し、半円球部分は造船所に協力してもらったという。施工に当たっては高欄間柱と手すりはプレキャスト製作し、床版に立てこんで鉄筋を緊結し、場所打ちコンクリートで接合している。

### 甲府の戦災復興都市計画
甲府空襲#甲府市戦災復興都市計画 参照

### 熊谷の戦災復興都市計画
熊谷空襲#戦災復興事業 参照

### 高松の戦災復興都市計画
高松空襲#戦災復興都市計画 参照

### 岡崎の戦災復興都市計画
岡崎空襲#復興 参照

## 戦災復興から平時の都市計画へ
戦後、日本の都市計画は戦災都市を復興することに最大の関心を寄せていた。しかし、次第に戦災復興のみならず、非戦災都市の近代化、都市改造、つまり、平時の都市計画へと移行していく。
1952年（昭和27年）、耐火建築促進法が成立し非戦災都市も対象にした防火建築帯を造成する事業が制度化される。
1954年（昭和29年）、土地区画整理法が成立し全国の都市計画区域内の土地について公共施設の整備改善及び宅地の利用の増進を図る事業が制度化される。戦災復興都市計画の根拠となった特別都市計画法は、土地区画整理法施行法（昭和30年4月1日）により廃止となっている。戦災復興土地区画整理は土地区画整理法施行法（昭和20年5月20日法律第120号）の規定により、新法に切り換え施行されることとなり、従来特別都市計画法に基き行われた処分、手続等は新法の規定に抵触するものを除き、総て新法の規定に基き行われたものとみなされて、円滑に事業が継続実施された。 1957年（昭和32年）に戦災復興土地区画整理事業の収束計画を作成、昭和33年度をもって戦災復興事業の打切りという収束計画を決定し、必要な事業は別事業に切り替えて継続することとなった。
1956年（昭和31年）には、土地区画整理事業によって道路整備を推進する都市改造事業が創設され、1958年（昭和33年）には道路整備特別会計が創設され都市改造事業が道路特会予算となる。戦災復興土地区画整理事業の残事業は、昭和34年度より戦災関連都市改造事業として収束することなる。
1961年（昭和36年）には、市街地改造法、防災建築街区造成法が成立し、道路や広場といった公共施設等と一体となって建築物を整備する都市再開発手法が整備される。1968年（昭和43年）には、都市計画法が新法として制定され、土地区画整理事業は都市計画事業として規定される。1969年（昭和44年）には、都市再開発法が成立（市街地改造法、防災建築街区造成法を整理・統合）し、市街地再開発事業が整備される。以上のように、都市計画は戦災都市から非戦災都市へと対象を拡大し、都市の中心部における都市改造の事業手法は平面的なものから、公共施設と一体的に建築物の整備を図るものが創設され活用されるようになっていく。